# Aeroportul Internațional Herat
Aeroportul Internațional Herat (IATA: HEA, ICAO: OAHR) este un aeroport din Herat, Herat District⁠(d), Provincia Herat, Afganistan ce deservește zona Herat. A fost deschis în 1950 și numit după zona deservită.
Situat la o altitudine de 977 m, aeroportul dispune de 1 pistă.

## Infrastructură

### Piste
Aeroportul dispune de o singură pistă. Pista are orientarea 18/36.